# Jackass
A Jackass amerikai reality-sorozat, amelyet az Amerikai Egyesült Államokban az MTV tűzött műsorára 2000 és 2002 között, Magyarországon szintén ez az adó sugározta. A műsorban a főszereplők különféle őrült, önmagukra és társaikra veszélyes és értelmetlen vagy éppen gusztustalan mutatványokat, illetve durva tréfákat hajtanak végre egymás ellen. A sorozat segített beindítani Bam Margera, Steve-O és Johnny Knoxville filmes karrierjét, akik korábban csak kisebb szerepeket kaptak.
A magas nézettség és népszerűség hatására további spin-offok születtek a sorozatból (Viva La Bam, Bam's Unholy Union), valamint több egész estés mozifilm és DVD film is elkészült.

## Filmek
- Jackass: A vadbarmok támadása (Jackass: The Movie) (2002)
- Jackass második rész (Jackass Number Two) (2006)
- Jackass 2.5 (válogatás, csak DVD-n jelent meg) (2007)
- Jackass Presents: Mat Hoffman's Tribute to Evel Knievel (csak DVD-n jelent meg) (2008)
- Jackass 3D (Jackass 3D) (2010)
- Jackass 3.5 (szintén csak DVD-n jelent meg) (2011)
- A Jackass bemutatja: Rossz nagyapó (Jackass Presents: Bad Grandpa) (2013)
- A Jackass bemutatja: Rossz nagyapó (2014)
- Mindörökké Jackass (2022)